# 張礪
張 礪（ちょう れい、生年不詳 - 947年）は、遼（契丹）の政治家。本貫は磁州滏陽県。

## 経歴
張礪は、後唐に仕えて掌書記となり、翰林学士に転じた。石敬瑭が起兵すると、後唐の末帝により張礪は招討判官に任じられ、趙徳鈞に従って太原で張敬達を援助した。張敬達が敗れると、張礪は契丹に亡命した。
契丹の太宗にその剛直と文才を評価されて、翰林学士に抜擢された。張礪ははばかることなく直言したので、太宗もかれの助言を重んじた。いくばくもなく、張礪は中原に逃げ帰ろうとして、追っ手をかけられて捕らえられた。太宗は、「おまえはなぜ逃げたのか？」と責めた。張礪は、「臣は北方の土俗や飲食や居ずまいに慣れず、いつも鬱々としておりましたので、このため逃げただけです」と答えた。太宗は通事の高彦英に「朕はかつておまえにこの人によくはからうよう戒めたのに、どうして逃げるもやむなしな状況にさせたのだ？張礪が去れば、再び得ることができようか？」と言って、高彦英を鞭打って張礪にわびた。
会同初年、張礪は翰林承旨に上り、吏部尚書を兼ね、後晋に対する征戦に従軍した。会同9年（946年）、契丹軍が開封に入城すると、蕭翰・耶律郎五・麻答らの諸将が殺人・掠奪をほしいままにしていたので、張礪は中国は中国人の手で治めさせるべきだと上奏したが、太宗に聞き入れられなかった。尚書右僕射に転じ、門下侍郎・平章事を兼ねた。
大同元年（947年）、太宗が軍を北に返し、欒城で崩御すると、張礪は鎮州で蕭翰・麻答らの兵に包囲され、拘束された。この日の夕方、張礪は憤死した。

## 伝記資料
- 『遼史』巻76 列伝第6
- 『契丹国志』巻16